# 索科羅 (桑坦德省)
索科羅是哥倫比亞的城鎮，位於該國東北部，由桑坦德省負責管轄，距離首府布卡拉曼加121公里，始建於1681年，面積122平方公里，海拔高度1,230米，2010年人口29,840。

## 外部連結
- （西班牙文） Socorro official website Archive.today的存檔，存档日期2012-11-27
- Tourism Information Socorro

6°32′N 73°12′W / 6.533°N 73.200°W